# 欧班 (大西洋比利牛斯省)
欧班（法語：Aubin，法語發音：[obɛ̃] ⓘ）是法国大西洋比利牛斯省的一个市镇，属于波城区。

## 地理
欧班（43°26'26"N, 0°24'53"W）面积5.84 平方千米，位于法国新阿基坦大区大西洋比利牛斯省，该省份为法国东南部省份，涵盖了贝阿恩与北巴斯克，西临大西洋比斯開灣，北至朗德省，东北接热尔省，东临上比利牛斯省，南与西班牙接壤。
与欧班接壤的市镇（或旧市镇、城区）包括：布尔诺斯、科比奥斯-洛斯、莫马斯、于赞。

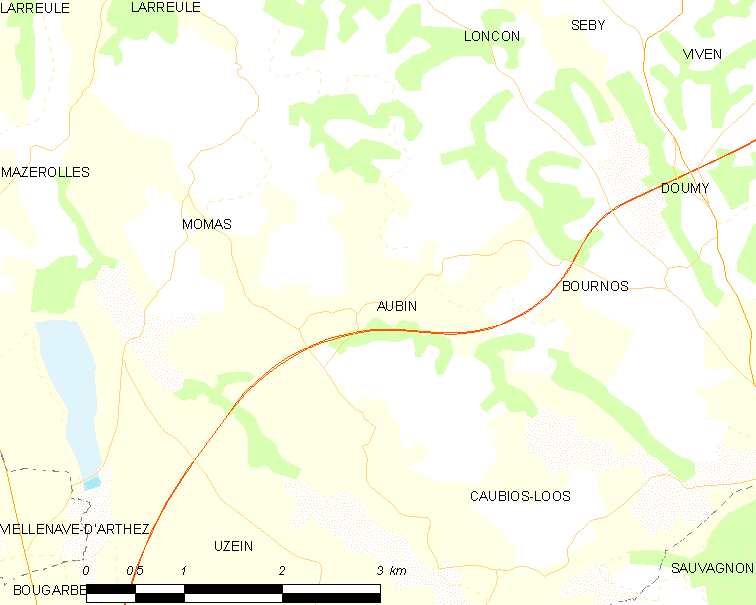
的OSM定位图

欧班的时区为UTC+01:00、UTC+02:00（夏令时）。

## 行政
欧班的邮政编码为64230，INSEE市镇编码为64073。

## 政治
欧班所属的省级选区为吕伊河土地和维克比伊山坡县。

## 人口

1962-2008年间人口变化图示

欧班于2022年1月1日时的人口数量为266人。